# Kerivoula pellucida
Kerivoula pellucida é uma espécie de morcego da família Vespertilionidae. Pode ser encontrada no Brunei, Indonésia, Malásia e Filipinas.